# Весёлые и загорелые
«Весёлые и загорелые» (фр. Les bronzés 3: amis pour la vie) — французская комедия режиссёра Патриса Леконта.

## Сюжет
Несведущий управляющий курортом и неверный муж Папай, Жижи, пластический хирург, потерявший свою врачебную практику Жером, удачливый продавец париков и невротик Жан-Клод, старомодный, вечно в состоянии стресса оптик Бернар, его пьяница-жена Натали и, наконец, вечно недовольная, находящаяся в поисках мести Кристина встречаются на летнем отдыхе на одном из роскошных итальянских курортов, где их ждут совершенно непредсказуемые и невероятные приключения…

## В ролях
| Актёр           | Роль         |
| --------------- | ------------ |
| Мишель Блан     | Жан-Клод     |
| Мари-Анн Шазель | Жижи         |
| Кристиан Клавье | Жером        |
| Тьерри Лермитт  | Робер        |
| Жозиан Баласко  | Натали Морен |
| Жерар Жюньо     | Бернар Морен |
| Доминик Лаванан |              |
| Орнелла Мути    | Грациелла    |

## Дополнительная информация
Это третья часть знаменитых «Загорелых», история которых началась почти 30 лет назад. «Загорелые» в 1978 году были сняты по пьесе «Любовь, ракушки и ракообразные», сочинённой участниками труппы Le Splendid. Фильм этот, равно как и его сиквел «Загорелые на лыжах» (1979) стали культовыми во Франции. Третья же часть снята Патрисом Леконтом в 2006 году по сценарию актеров из «Загорелых».